# Дама в узах
«Дама в узах (легенда белой ночи)» — рассказ Фёдора Кузьмича Сологуба, опубликованный в журнале «Огонёк» в 1912 году

## Сюжет
Молодой художник Андрей Павлович Крагаев смотрит на свою картину "Легенда белой ночи". Он вспоминает, что несколько лет назад в конце мая ему позвонила Ирина Владимировна Омежина, пригласив к себе на дачу в два часа ночи. Герой приезжает и замечает Ирину Владимировну со связанными сзади руками, которую он потом по памяти изобразил на картине. Она рассказывает, что после смерти своего злого мужа его дух каждый год вселяется в случайного человека и вновь мучает её. Карагаев, полный злобы вселившегося мужа Омежины, под крики гонит её домой.

## Публикация в антологиях
После журнала "Огонёк", печатался в следующих изданиях:
—«Книга извращений», 2002 г.
—«Мистика Серебряного века», 2002 г.
—«Полночь, XIX век», 2005 г.
—«Шаги в бреду», 2011 г.
—«DARKER № 3'12 (12)», 2012 г.
—«Красногубая гостья: русская вампирическая проза XIX - первая половина XX в. Том II», 2018 г.
—«Зверь в венецианском зеркале. Рассказы русских писателей», 2024 г.
—«Мистический Петербург», 2024 г.